# 日田天領水
日田天領水（ひたてんりょうすい）とは、大分県日田市の地中約1,000mの水源から採取されるミネラルウォーターである。日田天領水の名称は豊後国日田が江戸時代に西国郡代が置かれた天領であったことにちなんでいる。

## 歴史
- 2001年 - 『おもいッきりテレビ』（日本テレビ系[1]）で紹介された。
- 2002年8月 - 「日田天領水」に洗浄液が混入していたため、大分県が日田天領水20Lの回収を命じた。
- 2004年6月 - 公正取引委員会より審決（独占禁止法第19条違反）を受けた。
- 2006年 - モンド・セレクションの最高金賞を受賞。以後、2012年まで7年連続で受賞した[2]。
- 2017年9月13日 - 大分大学医学部神経精神科のグループ[3]により、天然還元水として「日田天領水」を利用したラットから酸化ストレスの緩和が見られる報告が成されている[4]。

## 概要

### 水質
弱アルカリ性の軟水である。具体的な数値は以下の通り。大分県薬剤師会調べ。
- 硬度：約32mg/l
- pH：約8.3

### 食品衛生管理への取り組み
平成18年に本格的に稼動を始めた新工場において、衛生管理、防虫・防鼠、設備管理などの一般衛生管理を含めた「総合的」な管理システム化（HACCP）を目指し　総合衛生管理製造過程を平成20年7月18日に取得した。総合衛生管理製造過程の食品群「清涼飲料水」承認の範囲「ミネラルウォーター類」で取得している。

## 関係会社

### 株式会社日田天領水
大分県日田市に1998年に設立された会社で日田天領水などを製造・販売し、福岡ソフトバンクホークスのオフィシャルスポンサーにもなっている。国連UNHCR協会の難民援助活動を支援するため、2003年から2011年、井戸270本相当の給水事業を支援した。

### グリーングループ株式会社
大分県日田市に本社を置く会社で日田天領水などを販売する。

### 日田天領水の宿
日田天領水の名を冠した旅館。2022年3月までは日本郵政株式会社が運営する「かんぽの宿日田」であったが、かんぽの宿の事業譲渡により株式会社日田天領水に譲渡され、同年4月より現在の名前となった。

## 事件・事故

### 独占禁止法違反事件
公正取引委員会（竹島一彦委員長）は、2004年6月、グリーングループ株式会社代表取締役石井嘉時氏に対し次のとおり審決した。グリーングループ株式会社は、ミネラルウォーター「日田天領水」を取り扱う卸売業者に対し、同卸売業者をして小売業者に「日田天領水」の希望小売価格を維持させる条件を付けて当該商品を取り扱わせたことは独占禁止法第19条に違反するとした。なお、グリーン・グループ株式会社は日田天領水の販売を主とする会社である。

### 日田天領水洗浄液混入事故
2002年8月、「日田天領水」に洗浄液が混入していたため、大分県が回収を命じたとマスコミ各社に報道された。送水パイプを洗浄した際のすすぎが不十分だったことが原因と見られるが、大分県は、人体への影響はほとんどないとしている。